# Valerie Bettis
Pour les articles homonymes, voir Bettis.
Valerie Elizabeth Bettis, née le 22 décembre 1919 à Houston au Texas et morte le 26 septembre 1982 à New York, est une danseuse contemporaine et une chorégraphe américaine. Elle connut une renommée grâce aux comédies musicales, au ballet et comme danseuse solo.

## Biographie
Valerie Bettis est née le 22 décembre 1919 dans la ville de Houston au Texas. Ses parents se nomment Royal Holt Bettis et Valerie Elizabeth McCarthy. Son père meurt lorsqu'elle est âgée de treize ans, après quoi sa mère se remarie avec Hugh Prater. En 1943 Bettis épouse Bruce Segall qui est le directeur musical de son entreprise mais le mariage se termine en divorce en 1955. En 1959 elle épouse Arthur A. Schmidt qui meurt en 1969. Le 26 septembre 1982 elle décède au Beth Israel Medical Center à Manhattan à l'âge de 62 ans.

## Carrière
Valerie Bettis parvient à la renommée autant comme danseuse contemporaine que comme chorégraphe, souvent les deux ensemble dans la même production. Elle est reconnue pour "sa versatilité, sa présence vive sur la scène et sa flamboyante théâtralité".

### Débuts
Bettis commence à prendre des cours de ballet dans sa ville natale de Houston au Texas à l'âge de dix ans. Lorsqu'elle est à l'école secondaire elle participe aux drames et comédies musicales de son école. Elle entre ensuite à l'Université du Texas où elle demeure pendant seulement un an et dans laquelle elle est membre de la sororité Kappa Alpha Theta avant de déménager à New York pour étudier la danse contemporaine sous la direction de Hanya Holm. Elle joue et fait des tournées avec la compagnie de Holm de 1937 à 1940,. 
En 1941 Bettis fonde sa propre école de danse et commence une carrière comme danseuse solo. Elle connait le succès en 1943 avec le solo de danse The Desperate Heart, lequel inclut le poème éponyme de John Malcolm Brinnin. Le critique de danse du New York Times John Martin la liste comme la plus splendide performance de 1943. Louis Horst décrit The Desperate Heart comme étant "le plus grand accomplissement solo dans le répertoire entier de la danse contemporaine de cette décennie".

### Ballet
En 1947 Bettis effectue des chorégraphies pour une importante compagnie de ballet. Sa production Virginia Sampler, joué par les Ballets russes de Monte-Carlo est décrit comme "une intéressante et décevante expérience". En 1948 elle adapte, dirige et chorégraphie le roman Tandis que j'agonise de William Faulkner, fusionnant le jeu et la danse dans un jeu de danse. John Martin, le critique de danse du New York Times, dit de ce jeu de danse que c'est "un travail de l'art autoritaire et complet". 
Doris Hering de Dance Magazine écrit "seule une artiste avec le plus profond sentiment du mouvement et du drame peut accomplir les merveilles que Mlle Bettis accomplit avec le matériel qu'elle a sous la main". Le prochain défi de Bettis comme pièce de danse, Domino Furioso, qui est en première du American Dance Festival en 1949 est moins une réussite, s'attirant des critiques mitigées : "attirant" et "facile à embarquer dedans". Hering écrit cette fois : "Si Mlle Bettis n'est pas plus prudente elle va nous envoyer tous à la mort". Bettis eut un succès en 1952 lorsqu'elle chorégraphie un ballet basé sur la pièce de théâtre Un Tramway nommé Désir de Tennessee Williams. Les critiques décrivent cette performance comme "captivante" et comme "une création éblouissante et explosive".

### Comédies musicales
Bettis débute premièrement pour des comédies musicales lorsqu'elle chorégraphie et fait des prestations pour la pièce Glad to See You en 1944. En 1948 elle remporte un Theatre World Awards pour sa prestation dans Inside U.S.A. une revue théâtrale qui se produisit pour près de 400 représentations au New Century Theatre et au Majestic Theatre. Sa prestation pour la revue musicale Bless You All en 1950 est louangé par le magazine Life autant pour sa danse que pour son talent comme chanteuse.

### Films
Les danses effectuées par Rita Hayworth pour les chansons Trinidad Lady et I've Been Kissed Before (dans le film L'Affaire de Trinidad de 1952) et Dance of the Seven Veils (dans le film Salomé de 1953) sont chorégraphiées par Valerie Bettis.